# Детоксикација
Детоксификација је процес уклањања дрога или других штетних материја (токсина) из тела за довољну количину времена да се поврати адекватно психичко и физичко функционисање. Ово се углавном врши њиховом прерадом у метаболите који се могу излучити путем урина.
Детоксификациони центар је неформални термин за установу здравствене неге специјализоване за детоксификацију. Овакви центри се сертификују или лиценцирају од стране државе како би третирали пацијенте који су зависни од алкохола или других дрога.